# Ecaterina de Brandenburg
Ecaterina de Brandeburg (n. 28 mai 1602, Königsberg, Ducatul Prusia, Prusia – d. 27 august 1644, Schöningen, Saxonia Inferioară, Germania) a fost conducătoarea Principatului Transilvaniei din 1629 până în 1630.

## Biografie
Ecaterina de Brandenburg s-a născut la 28 mai 1604, fiică a principelui elector Johann Sigismund, Elector de Brandenburg, și a soției acestuia, Ana a Prusiei.
Ea l-a luat în căsătorie, la 2 martie 1626, pe Gabriel Bethlen, principe al Transilvaniei, care, în iunie 1626, a făcut să fie aleasă drept succesoare a sa.
După decesul principelui Gabriel Bethlen (care nu a avut copii), survenit la 25 noiembrie 1629, soția sa Ecaterina de Brandenburg a preluat regența Transilvaniei pe o perioada scurtă, între 16 noiembrie 1629 și 28 septembrie 1630. A încercat în van să se impună, timp de un an, pe tron, sprijinindu-se pe favoritul său, Ștefan Csaky, comite de Cluj, și încercând să treacă principatul sub sceptrul lui Ferdinand al II-lea. Însă a fost forțată de Dieta Transilvaniei să renunțe la 21 septembrie 1630. A avut dreptul, ca principesă demisionară, să citească în fața Dietei de la Sighișoara actul de numire a noului principe. Ca replică pentru Ștefan Bethlen (care ceruse demiterea ei), Ecaterina l-a ales, dintre cele două posibilități (Ștefan Bethlen și Gheorghe Rákóczi I), agreate de Poarta Otomană, pe Gheorghe Rákóczi I.
Alegerea noului principe Gheorghe Rakóczi I a avut loc la 1 decembrie 1630. Cu acest gest oficial s-a încheiat disputa la succesiune și în același timp și domnia scurtă al lui Ștefan Bethlen care a durat astfel doar două luni.
Ecaterina de Hohenzollern s-a retras în Germania, unde s-a căsătorit, în 1638, cu Francisc Carol de Saxa-Lauenburg.
A murit la 27 august 1649.